# 2-й стрелковый корпус (2-го формирования)
2-й стрелковый Хинганский корпус — общевойсковое тактическое соединение (стрелковый корпус) Вооружённых Сил СССР.

## История
Сформирован в мае 1942 года в Иркутске. При формировании корпуса в его состав вошли 399-я стрелковая дивизия, 229-я стрелковая бригада и 51-я кавалерийская дивизия. В постоянный состав корпуса входили 10-й отдельный батальон связи, 967-й отдельный сапёрный батальон и 1999-я полевая почтовая станция. Вскоре стрелковые части были отправлены на фронт, а корпус объединил в себе другие соединения. Состав корпуса до 1945 года неоднократно менялся, в боевых действиях на советско-германском фронте корпус не участвовал.
До июня 1945 года корпус находился в непосредственном подчинении Забайкальского фронта, затем вошёл в состав 36-й армии
В действующей армии с 9 августа по 3 сентября 1945 года.
8 августа 1945 года представитель правительства СССР заявил японскому послу о присоединении СССР к Потсдамской декларации и объявлении войны Японии.
9 августа на рассвете Красная Армия начала боевые действия в Маньчжурии, началась Советско-японская война.
2-й стрелковый корпус 36-й армии Забайкальского фронта вслед за передовыми отрядами форсировал реку Аргунь, преодолел горный хребет Хайрхан. Уже к вечеру 9 августа он подошёл к Хайлару, но чтобы не терять темпа наступления, вместе с 206-й танковой бригадой, корпус был направлен в обход города через Нежен-Булак в направлении станции Якеши с задачей преследовать и разгромить японскую 119-ю пехотную дивизию. 12 августа 1945 года состоялся короткий бой за станцию Якеши.
За четверо суток корпус стремительно продвинулся на 180 километров, занял основные перевалы Большого Хинганского хребта, обеспечив прорыв 36-й армии в глубину территории Маньчжурии. В плен было захвачено 6000 японцев.
К 19 августа 1945 года соединения корпуса подошли к Цицикар, где был получен приказ о разоружении японских войск в районе Сыпин и Гунчжулин, куда соединения 2-го стрелкового корпуса прибыли к 26 августа 1945 года и где закончили войну
За отличие в войне корпусу было присвоено почётное наименование «Хинганский».
После войны корпус передан в Забайкальско-Амурский военный округ, управление переведено в г. Борзя. В 1946 году в его составе были 36-я стрелковая, 3-я и 8-я пулемётно-артиллерийские дивизии. В феврале 1947 года корпус был расформирован.

### Боевой состав
Приводится только по состоянию на Советско-японскую войну
| Дата       | Фронт               | Армия      | В составе (стрелковые)                                                     | Другие части, в том числе приданные | Примечания |
| ---------- | ------------------- | ---------- | -------------------------------------------------------------------------- | ----------------------------------- | ---------- |
| 01.07.1945 | Забайкальский фронт | 36-я армия | 103-я стрелковая дивизия 275-я стрелковая дивизия 292-я стрелковая дивизия |                                     |            |
| 01.08.1945 | Забайкальский фронт | 36-я армия | 103-я стрелковая дивизия 275-я стрелковая дивизия 292-я стрелковая дивизия |                                     |            |
| 03.09.1945 | Забайкальский фронт | 36-я армия | 103-я стрелковая дивизия 275-я стрелковая дивизия                          |                                     |            |

## Командиры
- генерал-майор Петров, Даниил Ефимович (28.05.1942 — 20.07.1945)
- генерал-лейтенант Лопатин, Антон Иванович (20.07.1945 — 14.03.1946)
- генерал-лейтенант Данилов, Алексей Ильич (август 1946 — январь 1947)
- генерал-лейтенант Иванов, Иван Сергеевич (22.09.1960 - 09.12.1963)